# قيادة إنفاذ القانون في الجمهورية الإسلامية الإيرانية
قيادة إنفاذ القانون في الجمهورية الإسلامية الإيرانية أو القيادة التأديبية للجمهورية الإسلامية الإيرانية (بالفارسية: فرماندهی انتظامی جمهوری اسلامی ایران) واختصارًا فراجا (بالفارسية: فراجا)، قوة شرطة ترتدي زيًّا رسميًّا مميزًا داخل الجمهورية الإسلامية الإيرانية. أنشئت القيادة في أوائل عام 1992 إثر اندماج قوات الشهرباني (بالفارسية: شهربانی) والدرك (بالفارسية: ژاندارمری) واللجان الثورية الإسلامية (بالفارسية: کمیته) في قوة واحدة. تمتلك القوة أكثر من 60 ألف شرطي تقريبا، بعد احتساب أفراد حرس الحدود، وتخضع لإدارة وزارة الداخلية.
في عام 2003، انضمت إلى القوة ما يقرب من 400 امرأة في حركة هي الأولى من نوعها منذ الثورة الإيرانية عام 1979.

## التاريخ
[[ملف:Khamenei and Police (2016).jpg|تصغير|في 8 مايو 2016، التقى قادة وضباط ومسؤولو قيادة إنفاذ القانون في الجمهورية الإسلامية الإيرانية بآية الله روح الله الخميني المرشد الأعلى للثورة الإسلامية في إيران وقائد القوات المسلحة.

شعار قوات الدرك الإمبراطورية الإيرانية.

شعار قوات الدرك في جمهورية إيران الإسلامية.

يعتبر الدرك الفارسي، المعروف أيضا باسم قوات الدرك الحكومية، أول قوة حديثة على الطريق السريع والمناطق الريفية في بلاد فارس. بالرغم من كونها قوة شبه عسكرية، لعب الدرك الإمبراطوري دورا مهما في السياسة منذ إنشائها في عام 1910 أثناء سلالة قاجار حتى ظهور سلالة البهلوية في عام 1921، كانت نشطة لبعض الوقت في عهد رضا بهلوي. كانت قوات الشرطة الوطنية، وتعرف باسم شهرباني أيضا قوة لإنفاذ القانون في بلاد فارس، مع بعض واجبات الشرطة داخل المدن.
نظرا لاهتمامه الشديد بمسائل الأمن الداخلي في بيئة ما بعد عام 1953، أذن محمد رضا بهلوي بتطوير أحد أكثر أنظمة وكالات إنفاذ القانون شمولا في العالم النامي. اكتسبت قوات الدرك الإمبراطورية الإيرانية والشرطة الوطنية أعدادًا ومسؤوليات. اكتسبت منظمة الشرطة السرية، منظمة المخابرات والأمن القومي سافاك، شهرة خاصة بسبب حماستها المفرطة في الحفاظ على الأمن الداخلي. ولكن كما هو الحال في القوات المسلحة النظامية، فإن أسلوب إدارة الشاه قضى فعليًا على كل التنسيق بين هذه الأجهزة، حيث كان يميل إلى تبديل أفراد الجيش ذهابا وإيابا بين واجباتهم العادية والمناصب المؤقتة في أجهزة الأمن الداخلي، لتقليل احتمالية حدوث أي انقلابات منظمة ضد العرش.
أما الشرطة الوطنية الإيرانية فوصل عدد قواتها إلى 200,000 جندي تقريبا، وفقا لإحصائية عام 1979. لم يتغير هذا الرقم كثيرا منذ ذلك الحين. مثل قوات الدرك، كانت تعمل الشرطة الوطنية الإيرانية تحت إدارة وزارة الداخلية وشملت مسؤولياتها جميع المدن التي يزيد عدد سكانها عن 5000 نسمة، أي ما لا يقل عن 20% من سكان إيران. بالإضافة إلى إجراءات جوازات السفر والهجرة، إصدار ومراقبة بطاقات هوية المواطنين، ترخيص وتسجيل السائقين والمركبات والإشراف على السكك الحديدية وأمن المطارات.
تم استيعاب بعض هذه الواجبات في وزارة الباسدران، الحرس الثوري الإيراني، خلال السنوات الأولى من الثورة، وبدأ التعاون بين هذين الفرعين واضحا وواسع النطاق.
بداية من عام 1979، بدأت حملة إعادة تنظيم لهاتين المنظمتين شبه العسكريتين. سرعان ما أعلن قادة الحزب الديمقراطي الثوري ضباط الدرك والشرطة الوطنية الإيرانية موالية للثورة وإعادة تنظيمهم بما يناسب إدارة الجمهورية الإسلامية. في الفترة ما بين عامي 1979 و1983، تم تعيين ما لا يقل عن سبعة ضباط في مناصب عليا في الشرطة الوطنية.على سبيل المثال، في عام 1983 تم تعيين العقيد خليل صميمي من قبل المؤثر علي أكبر ناطق نوري، وزير الداخلية آنذاك وصاحب دور كبير في إعادة تنظيم الشرطة الوطنية وفقًا للإرشادات الإسلامية الصادرة من الحرس الثوري الإيراني.
اتبع تنظيم الدرك طريقًا مشابهًا في إعادة التنظيم، حيث تم إجراء سبعة تعيينات في الفترة ما بين عامي 1979 و1986. بالإضافة إلى إعدام العميد أحمد مهاغي، قائد التنظيم في أوائل الفترة الجمهورية، في أواخر ضيف 1980. كما تم إعدام خمس قادة برتبة عقيد. تم تعيين العقيد علي كوشك زاده في منصب عالي في إدارة منظمة الدرك، وكان له دور كبير في إعادة تنظيم وهيكلة قوات للدرك وتعزيزها بعد انهيارها الوشيك في أوائل الفترة الثورية. خدم بعد العقيد محمد سهرابي، القائد عام 1987 والذي شغل المنصب لمدة عامين ويعتبر أول ضابط كبير يتم ترقيته.
اعتبارا من عام 1987، عكست الشرطة الوطنية وقوات الدرك أيديولوجية الدولة. على الرغم من دورها القيم في عمليات الأمن الداخلي، إلا أن دورهما بدأ بالانحسار أمام تزايد نفوذ كلا من الصباح والباسيج. مع مطلع عام 1991، تم حل كلا من قوات الدرك، الشرطة الوطنية الإيرانية ولجان الثورة الإسلامية ودمجهم جميعا في قيادة إنفاذ القانون الحالية.
تتخصص وحدة النجدة- 110 في أنشطة الاستجابة السريعة في المناطق الحضرية وتفريق التجمعات والمظاهرات التي تعتبر خطر على النظام والأمن العام. في عام 2003، انضمت إلى القوات ما يقرب من 400 امرأة في حركة هي الأولى منذ ثورة 1978-1979.
يشغل العميد حسين اشترى من أبناء الحرس الثوري منصب القائد العام منذ 9 مارس 2015، باقتراح من وزير الداخلية الإيراني، بعد أن كان النائب الأول في عهد إسماعيل أحمدي مقدم.

## مجلس الأمن الإقليمي

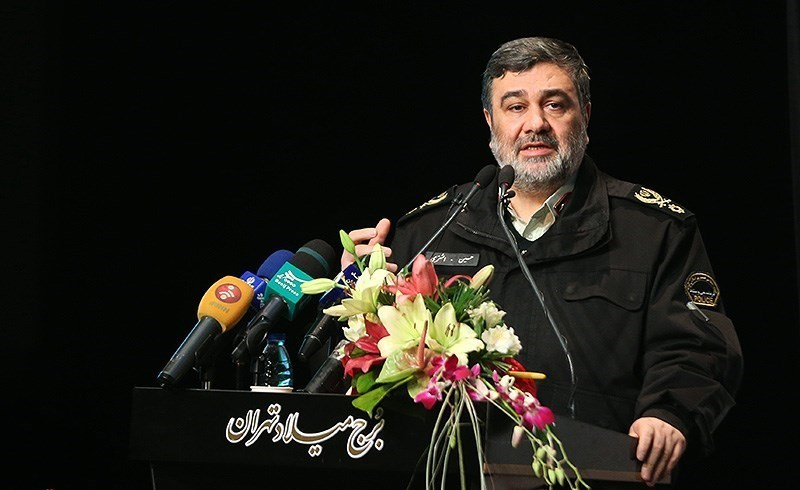
العميد حسين اشترى، القائد الحالي لنجا

مجلس الأمن الإقليمي، أعلى هيئة أمنية إقليمية، يتألف من رئيس إدارة العدل ورئيس شرطة المقاطعة. يهدف المجلس إلى إدارة أمور الأمن وإدارة قضايا الشرطة في المقاطعة بدءًا من قضايا الأمن العام إلى التعامل مع القضايا الجنائية الخطيرة بتكليف من وزارة الداخلية.

## منظمة عليا
يتخصص دور قيادة إنفاذ القانون في جمهورية إيران الإسلامية في القضايا الداخلية المتعلقة بوزراة الداخلية. أما أمور الحرب، فتقع سلطتها في يد نائب القائد العام للقوات المشتركة. يتم تعيين كبار ضباط الشرطة من قبل المرشد الأعلى بناءً على اقتراح وزير الداخلية الإيراني ويتبعوا أيضا إدارة وزارة الداخلية. يعتبر وزير الداخلية هو نائب القائد العام للقوات المسلحة لأمور الشرطة.
تتكون قيادة إنفاذ القانون أيضًا من عدة نواب إقليميين مختلفين. رتبة قادة المقاطعات بين عقيد وعميد، بينما تبدأ رتبة رؤساء فروع المقاطعات من رتبة عقيد.

## الفروع

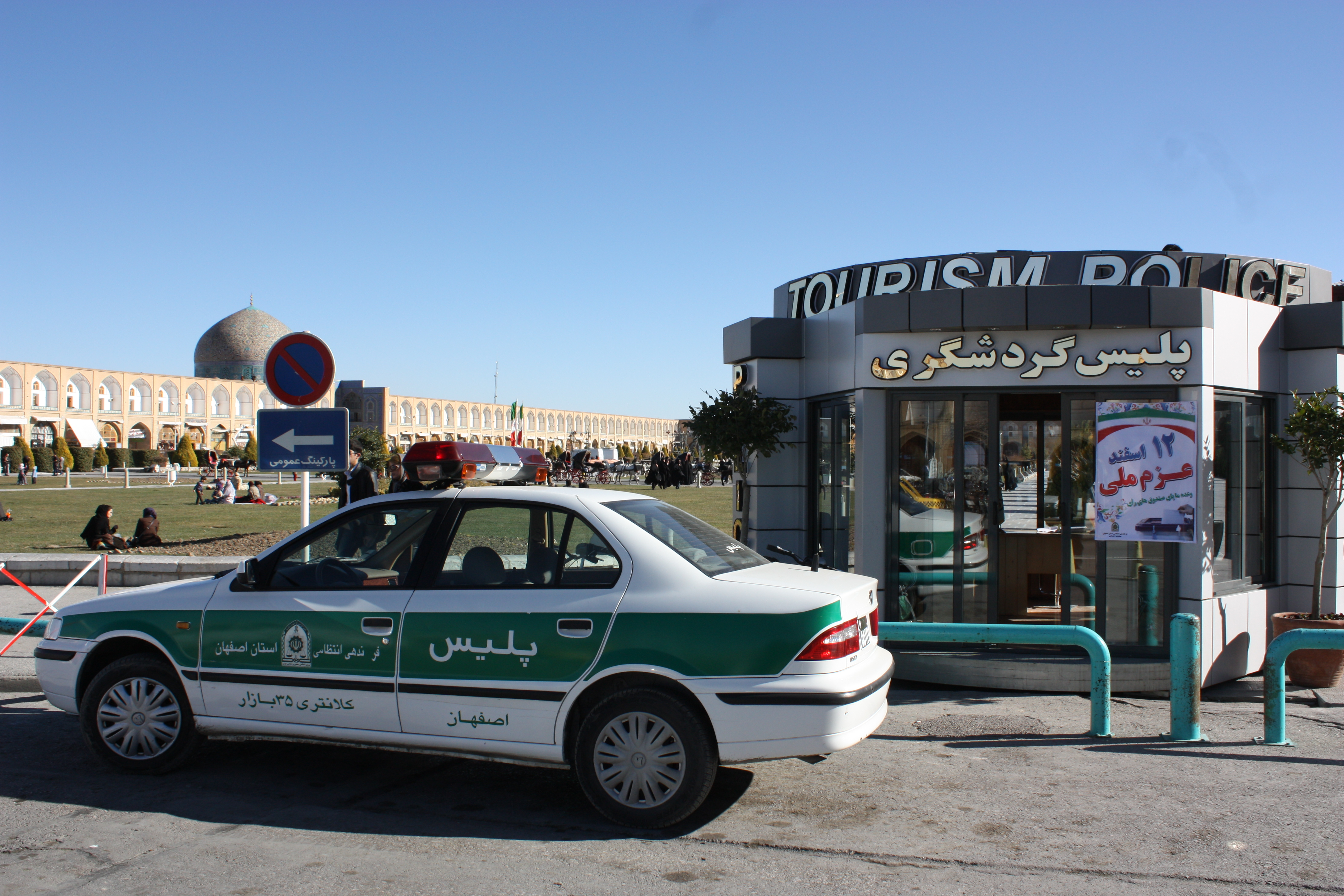
شرطة السياحة في ساحة نقش جهان

- وحدة النجدة -110 متخصصة في أنشطة الاستجابة السريعة في المناطق الحضرية وتفريق التجمعات التي تعتبر خطرة على النظام العام. * الشرطة البحرية لديها 100 دورية على الشاطئ و50 قاربا للميناء.

لدى قيادة إنفاذ القانون في جمهورية إيران الإسلامية العديد من الفروع، لكل منها مهام متخصصة:
- شرطة الوقاية في نجا (بالفارسية: پلیس پیشگیری ناجا)، تأسست عام 2005.
- المخابرات والأمن العام في نجا (تعرف اختصارا ب PAVA، بافا) تختص بالقوانين الفارسية التفصيلية ومؤسسات حقوق الإنسان.
- شرطة المرور في ناجا (تعرف اختصارا Rahvar، راهفار. باللغة الفارسية: پلیس راهنمایی ورانندگی ناجا)، تأسست عام 1991.
- شرطة الإنترنت في ناجا، مباحث الإنترنت في ناجا، تأسست عام 2011، وحدة الأمن السيبراني التابعة لقيادة إنفاذ القانون في إيران (FATA باختصار: الفارسية پلیس فضای تولید وتبادل.
- شرطة مكافحة المخدرات في نجا (بالفارسية: پلیس مبارزه با مواد مخدر ناجا)، تهتم بقضايا مكافحة المخدرات.
- شرطة الهجرة والجوازات في نجا (بالفارسية: پلیس مهاجرت وگذرنامه ناجا) تهتم بقضايا الهجرة وإصدار جوازات السفر للمواطنين الإيرانيين.
- الشرطة الدبلوماسية في نجا (بالفارسية: پلیس دیپلماتیک ناجا).
- شرطة التحقيق الجنائي في نجا (بالفارسية: پلیس اگاهی ناجا) شرطة آغاحي نجا، تأسست عام 1991.
- قوات حرس الحدود في نجا (بالفارسية: فرماندهی مرزبانی ناجا)، منظمة حرس الحدود الإيرانية تأسست عام 2000، يشغل العميد قاسم رضائي منصب الرئيس بها.[25]
- القوات الخاصة، تشارك في قمع احتجاجات الانتخابات الرئاسية الإيرانية لعام 2009. مسؤولة عن قمع أعمال الشغب وأنشطة مكافحة الإرهاب والدفاع الحضري وإنقاذ الرهائن. تشمل الوحدات الخاصة لناجا NAJA القوة الخاصة لمكافحة الإرهاب (اختصار NOPO). وفقا لقائد سابق، فإن الوحدة الخاصة وحدها لديها 60 ألف عضو في جميع أنحاء البلاد.[26][27]
- مركز الدراسات الإستراتيجية لقيادة إنفاذ القانون الإيرانية، بقيادة العميد أحمد رضا رادان.[28]

### شارات الفروع

شرطة البحث الجنائي
شرطة الأمن الاقتصادي
شرطة الوقاية
شرطة المرور
القوات الخاصة
مباحث الإنترنت
شرطة حرس الحدود
جامعة قيادة إنفاذ القانون
شرطة الأمن العام
هيئة الشئون الإجتماعية
هيئة الإنقاذ والرعاية الصحية

## رؤساء قوى إنفاذ القانون
| الرقم | صورة               | القائد العام                                     | تولى المنصب    | ترك المنصب     | مدة شغل المنصب     | الخدمة السابقة        |
| ----- | ------------------ | ------------------------------------------------ | -------------- | -------------- | ------------------ | --------------------- |
| 1     | محمد سهرابي        | عميد جنرال محمد سهرابي                           | 1 ابريل 1991   | 24 سبتمبر 1992 | 1 عام              | الدرك                 |
| 2     | رضا سيف الله       | عميد جنرال رضا سيف الله                          | 24 سبتمبر 1992 | 15 فبراير 1997 | 4 عام              | الحرس الثوري الإيراني |
| 3     | هدايت لطفيان       | عميد جنرال هدايت لطفيان                          | 15 فبراير 1997 | 27 يونيو 2000  | 3 عام              | الحرس الثوري الإيراني |
| 4     | محمد باقر قاليباف  | عميد جنرال محمد باقر قاليباف (ولد 23 أغسطس 1961) | 27 يونيو 2000  | 4 ابريل 2005   | 4 عام              | الحرس الثوري الإيراني |
| -     | علي عبدالله        | عميد جنرال علي عبدالله                           | 4 ابريل 2005   | 9 يوليو 2005   | 2 شهور             | الحرس الثوري الإيراني |
| 5     | إسماعيل أحمدي مقدم | عميد جنرال إسماعيل أحمدي مقدم (ولد 1961)         | 9 يوليو 2005   | 9 مارس 2015    | 9 سنوات و9 شهور    | الحرس الثوري الإيراني |
| 6     | حسين اشتري         | عميد جنرال حسين اشتري                            | 9 مارس2015     | حتى الآن       | 10 سنوات و100 أيام | الحرس الثوري الإيراني |

## الأدوات

### الأسحلة
- إم بي 5
- مسدس سيج سوير بي 220
- مسدس سيج سوير بي226
- بندقية هكلر كوخ اتش كيه 21
- مسدس 38 سميث أند ويسون سبيشال
- بندقية قنص دراغونوف
- مسدس صاعق
- أيه كيه-47
- عوزي
- ستينغر
- رشاش بي كي
- قاذف القنابل 79
- دوشكا

### السيارات
- سمند
- مرسيدس-بنز الفئة سي
- ميرسيدس بينز إي كلاس (دبليو 211)
- نيسان إكستيرا
- تويوتا لاند كروزر
- رينو ميجان
- ميتسوبيشي باجيرو
- تويوتا هايلوكس
- فولكس فاغن ترانزبورتر
- كيا سيراتو
- هيونداي سانتافي
- نيسان تينا
- سوزوكي فيتارا
- تويوتا كورولا
- سيتروين زانتيا
- بيجو 207
- بيجو 405
- زيل كاراتيل

#### سيارات سابقة
- نيسان باترول
- تويوتا كريسيدا

### الدراجات الهوائية
- بي إم دبليو آر 1200 آر تي
- هوندا سي إم إكس 250 سي
- هوندا أر سي 17

### الطائرات
- داسو فالكون 20
- أنتونوف أن-140
- ايرو كوماندر 500
- بيل 204/205
- بيل 206
- بيل 212
- بيل 214
- ميل مي-17
- سيسنا 206
- سيسنا 185

## وصلات خارجية
- موقع قيادة إنفاذ القانون الإيرانية.
- شرطة المرور الإيرانية.
- دراسة عن قيادة إنفاذ القانون في جمهورية إيران الإسلامية.